# Glomeremus capitatus
Glomeremus capitatus är en insektsart som beskrevs av Boris Petrovich Uvarov 1957. Glomeremus capitatus ingår i släktet Glomeremus och familjen Gryllacrididae. Inga underarter finns listade i Catalogue of Life.